# Sophie Meister

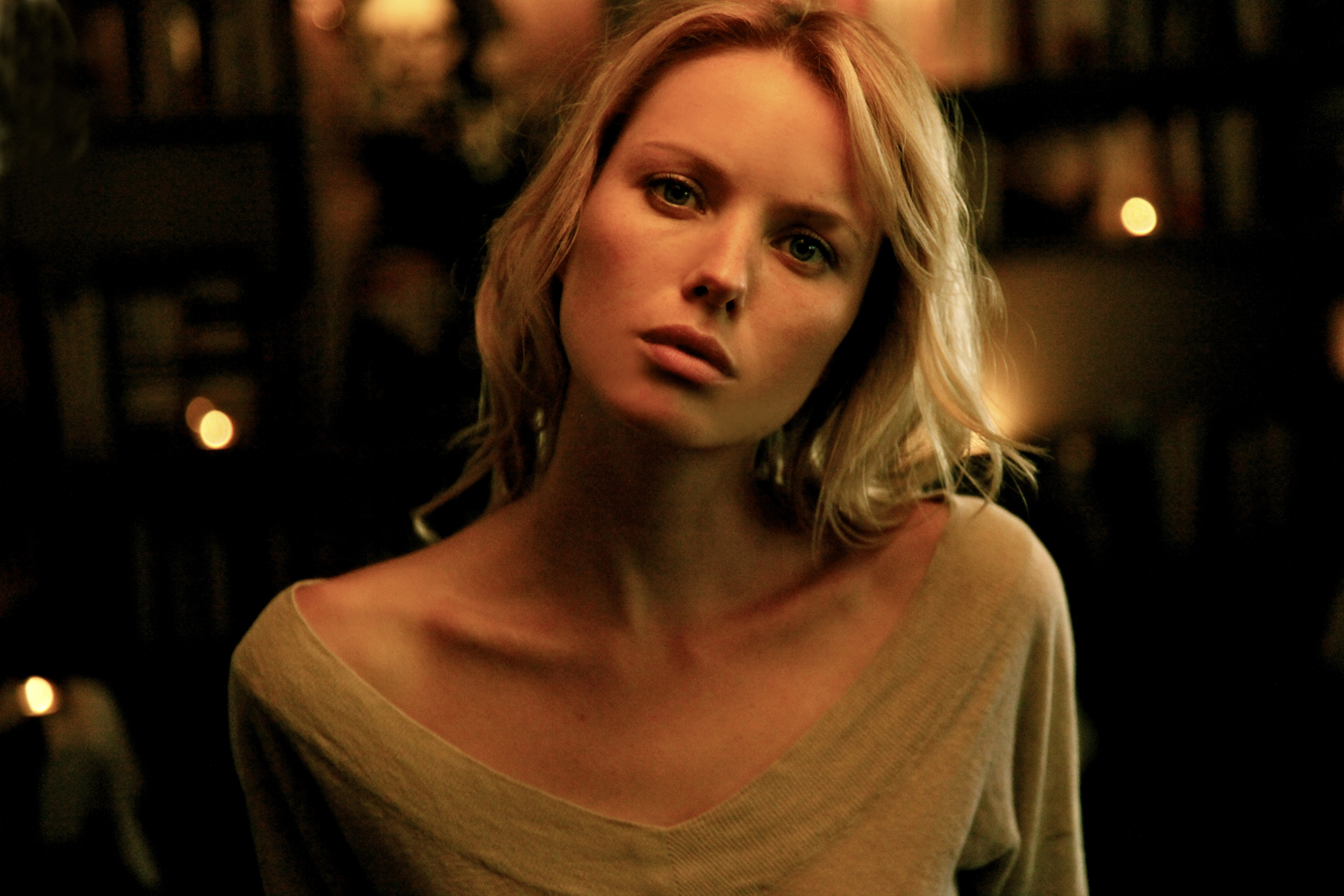
Sophie Meister (2010)

Sophie Meister (* 1. November 1981 in Freital) ist eine deutsche Schauspielerin und Model.

## Leben
Sophie Meister wurde am 1. November 1981 in Freital geboren und wuchs in Ost-Berlin auf, wo sie für 4 Jahre eine russische Schule besuchte. Als Zwölfjährige trainierte sie intensiv Rollkunstlauf und nahm an nationalen Wettbewerben teil. Schon als Jugendliche entdeckte sie ihre Liebe für das Schauspiel, als sie für die deutsche Fernsehserie „Mama ist unmöglich“ zum ersten Mal vor der Kamera stand. Dank Franziska Knuppe wurde Meister im Alter von 17 Jahren Finalistin bei dem Elite Model Contest 2000. Nach ihrem Abiturabschluss begann sie ihre internationale Modelkarriere und arbeitete unter anderem für bekannte Modemagazine wie Vogue, Elle, Marie Claire und edlen Modemarken wie DKNY, Hugo Boss, Giorgio Armani, und Blue Marine. Sophie Meister stand jedoch nicht nur für Fotoshootings vor der Kamera, sondern auch für zahlreiche Werbespots und kleine TV-Auftritte, die ihre Liebe zur Schauspielkunst wiedererweckten. Daraufhin studierte sie unter Wolfgang Hosfeld vom Maxim-Gorki-Theater, Schauspielerei. 2005 zog sie nach New York City, um dort ihre Leidenschaft am Lee Strasberg Institute, den HB-Studios und mit dem renommierten Coach Jack Waltzers, Mitglied des „Actor’s Studio“ weiterzuentwickeln. Mit Unterstützung des Produzenten und auch guten Freundes Ben Barenholtz drehte sie ihre ersten Rollen in Amerika. Des Weiteren stand sie 2008 für ein Off-Broadway Theaterstück auf der Bühne. 5 Jahre später ging Meister zurück nach Europa, nach Paris. Dort drehte sie seitdem Kinofilme mit Jérémie Renier in „My Way“ und „Paris Countdown“ mit Olivier Marshal und Reda Kateb. Außerdem war sie in TV-Serien wie „Jo“ mit Jean Reno und der französischen Erfolgsserie „Mafiosa“ zu sehen. 2015 stand sie für den US-Spielfilm „Frank & Lola“ mit Michael Shannon und Justin Long vor der Kamera. Für ihre exzellenten schauspielerischen Leistungen wurde sie schon mehrfach nominiert und ausgezeichnet.

## Filmografie (Auswahl)
- 2005: Noch einmal lieben
- 2011: SOKO Wismar (Fernsehserie, zwei Folgen)
- 2011: Rendezvous in Belgrad  (Praktican vodic kroz Beograd sa pevanjem i plakanjem)
- 2011: Stags
- 2012: La fleur de l’âge
- 2012: My Way – Ein Leben für das Chanson (Cloclo)
- 2013: The Cop – Crime Scene Paris (Jo, Fernsehserie, Folge 1x02)
- 2013: Paris Countdown
- 2013: Lapsus (Kurzfilm)
- 2013: Last Call (Kurzfilm)
- 2013: Le jour attendra
- 2014: Profiling Paris (Profilage, Fernsehserie, Folge 5x09)
- 2014: H-Man (Fernsehserie, 3 Folgen)
- 2015: Frank & Lola
- 2015: Mila (Fernsehserie, Folge 1x62)
- 2016: Kitchen  (Kurzfilm)